# Naraka: Bladepoint
 (novembre 2021).
La mise en forme du texte ne suit pas les recommandations de Wikipédia : il faut le « wikifier ».
Les points d'amélioration suivants sont les cas les plus fréquents. Le détail des points à revoir est peut-être précisé sur la page de discussion.
- Les titres sont pré-formatés par le logiciel. Ils ne sont ni en capitales, ni en gras.
- Le texte ne doit pas être écrit en capitales (les noms de famille non plus), ni en gras, ni en italique, ni en « petit »…
- Le gras n'est utilisé que pour surligner le titre de l'article dans l'introduction, une seule fois.
- L'italique est rarement utilisé : mots en langue étrangère, titres d'œuvres, noms de bateaux, etc.
- Les citations ne sont pas en italique mais en corps de texte normal. Elles sont entourées par des guillemets français : « et ».
- Les listes à puces sont à éviter, des paragraphes rédigés étant largement préférés. Les tableaux sont à réserver à la présentation de données structurées (résultats, etc.).
- Les appels de note de bas de page (petits chiffres en exposant, introduits par l'outil «  Source ») sont à placer entre la fin de phrase et le point final[comme ça].
- Les liens internes (vers d'autres articles de Wikipédia) sont à choisir avec parcimonie. Créez des liens vers des articles approfondissant le sujet. Les termes génériques sans rapport avec le sujet sont à éviter, ainsi que les répétitions de liens vers un même terme.
- Les liens externes sont à placer uniquement dans une section « Liens externes », à la fin de l'article. Ces liens sont à choisir avec parcimonie suivant les règles définies. Si un lien sert de source à l'article, son insertion dans le texte est à faire par les notes de bas de page.
- La présentation des références doit suivre les conventions bibliographiques. Il est recommandé d'utiliser les modèles {{Ouvrage}}, {{Chapitre}}, {{Article}}, {{Lien web}} et/ou {{Bibliographie}}. Le mode d'édition visuel peut mettre en forme automatiquement les références.
- Insérer une infobox (cadre d'informations à droite) n'est pas obligatoire pour parachever la mise en page.

Pour une aide détaillée, merci de consulter Aide:Wikification.
Si vous pensez que ces points ont été résolus, vous pouvez retirer ce bandeau et améliorer la mise en forme d'un autre article.
Naraka: Bladepoint est un jeu vidéo d'action-aventure de genre battle royale publié par NetEase en 2021.

## Système de jeu
Naraka: Bladepoint est un jeu de battle royale  où jusqu'à 60 joueurs s'affrontent pour être le dernier debout. Le jeu intègre des combats de mêlée inspirés des arts martiaux et propose un système de combat de type pierre-papier-ciseaux. Il existe un vaste arsenal d'armes de mêlée et à distance, ainsi qu'un grappin qui peut être utilisé à la fois pour le combat et la traversée. En outre, chaque héros possède des compétences et des talents uniques, ce qui permet de personnaliser le jeu en fonction de votre style de jeu. 
Naraka: Bladepoint se déroule sur l'Île de Morus, où les héros se réunissent pour combattre. Les joueurs peuvent choisir parmi les différents modes Solo, Duo ou Trio et peuvent choisir parmi plus de neuf héros différents, chacun d'entre eux possédant deux compétences (compétence F et Ultime).

## Héros
Naraka: Bladepoint propose neuf héros disponibles, avec le dernier ajout le 11 novembre 2021 de Yueshan. Parmi ces héros, Kurumi Tsuchimikado est inspirée d'un autre jeu Onmyoji.
- Viper Ning

Le maître-lame aveugle du Yushan occidental. Le sang de Viper Ning a longtemps été imprégné d'un poison mortel. Elle se dresse au sommet du précipice de toute l'humanité, ses lames toujours prêtes. Aussi belle que mortelle, ses yeux ne verront jamais ce monde jusqu'à ce que l'heure du destin soit proche.
- Kurumi Tsuchimikado

Kurumi, connue sous le nom de Fleur d'Hélioth, est naturellement douée et issue d'une ancienne lignée de maîtres Onmyoji. Kurumi est partie de son pays natal et s'est lancée dans l'aventure de sa vie.
- Matari

Ses talents affûtés dans le désert, Matari est rapide et agile comme le corbeau. Après avoir atteint de nouveaux sommets en maîtrisant un art ancien et secret, elle parcourt les ruines tel un esprit démoniaque.
- Tarka Ji

Vivre à toute allure, boire son soûl et festoyer : derrière le nom de l'Ivrogne fidèle se cache un homme épris de liberté. Son esprit indomptable lui donne de la force face à l'adversité.
- Temulch

Le jour où Temulch éveillera son pouvoir intérieur, les prairies seront ravagées par des vents furieux. Ses légendes ancestrales sont gravées dans son esprit, la gloire à laquelle il aspire est si proche qu'il peut presque y goûter. Le Loup gris frappera à nouveau.
- Tianhai

Les voyages de Tianhai à travers le monde lui ont dévoilé sa véritable vocation : sauver le monde coûte que coûte. Cet humble moine se change en un colossal guerrier Vajra, mû par une inextinguible fureur. Quiconque se mettra en travers de sa route sentira ses coups aussi puissants que le tonnerre.
- Yoto Hime (Crossover avec un autre jeu Onmyoji)[5]

Nul ne peut esquiver les coups de sa lame démoniaque, ne laissant qu'une piste de cadavres derrière elle. Quand la poussière retombe, elle se trouve à nouveau rongée par la culpabilité, ses mains maculées de sang.
Parfois, il ne fait pas bon du tout avoir tant de force. C'est un fardeau que l'on doit porter, et contrôler.
- Valda Cui

Valda Cui domine la mer, et sa capacité régulière libère des prisons d'eau qui étourdissent les ennemis lorsqu'elles sont touchées. Lorsque Valda Cui utilise son ultime, elle canalise la puissance du dragon des mers et libère une énorme vague d'eau sur le champ de bataille.
- Yueshan

La conception de Yueshan est basée sur l'histoire de la Chine pendant la période des Royaumes combattants. Les capacités de Yueshan comprennent le fait de charger ses adversaires par l'épaule et de les renverser pour porter le premier coup. L’ultime de Yueshan le transforme également en général tout-puissant, dont la hallebarde mortelle peut abattre les ennemis sur son passage avec facilité.

## Développement
Naraka: Bladepoint est officiellement annoncé lors de la cérémonie des Game Awards 2019, le 12 décembre 2019.

### eSport
Le 5 novembre 2021, 24 Entertainment a annoncé officiellement l'organisation d'un championnat mondial Naraka: Bladepoint World Championships (NBWC), doté d'une cagnotte de 1,5 million de dollars. Le premier NBWC a lieu au début 2022.

### Portage
La version mobile est en cours de développement et vise à offrir une expérience de jeu de combat axée sur la mêlée à un plus grand nombre de joueurs dans le monde. L'équipe UX de Netease Thunderfire est responsable de la conception de l'UI et de l'UX pour la version mobile.
Naraka: Bladepoint arrivera également sur consoles, mais la date de sortie n'est pas encore révélée. L'équipe UX de Netease Thunderfire est responsable du développement de la version PS5 de Naraka: Bladepoint.

## Sortie
Le jeu est sorti mondialement en août 2021, avec plus de 10 langues disponibles. L'équipe UX de NetEase Thunderfire a effectué la recherche utilisateur et le UX design pour Naraka: Bladepoint depuis son tout premier prototype.
La deuxième saison de Naraka: Bladepoint, Cavalerie, a débuté le 10 novembre 2021, introduisant deux nouveaux héros dont Yueshan, ainsi qu'une nouvelle arme de mêlée et divers objets cosmétiques. Le prix du nouveau battlepass reste le même que celui de la saison précédente, et la limite de niveau du battlepass est étendue de 110 à 130. Les joueurs ont également reçu le poignard en jeu Lame équestre comme remerciement de leur soutien continu. 24 Entertainment a travaillé avec le Musée d'art des armes anciennes chinoises pour restaurer ensemble ce poignard et a réussi à la reproduire dans Naraka: Bladepoint.

## Accueil

### Ventes
Après 3 mois de lancement, Naraka: Bladepoint s'est vendu à plus de 6 millions d'exemplaires dans le monde, ce qui en fait l'un des jeux chinois sur PC les plus rapidement vendus.

### Récompenses
Naraka: Bladepoint a été nommé dans la catégorie Meilleur jeu multijoueur 2021 des Golden Joystick Awards le 19 octobre 2021.